# Angol–zanzibári háború
Az angol–zanzibári háború az Egyesült Királyság és Zanzibár között tört ki 1896. augusztus 27-én. A világtörténelem legrövidebb háborújaként tartják számon, mivel mindössze körülbelül 40 percig tartott.
A háború azután tört ki, hogy a britekkel tudatosan együttműködő Hamid bin Thuwaini szultán augusztus 25-én meghalt, a hatalmat pedig unokaöccse, Khalid bin Bargash szerezte meg puccs által. A brit vezetés azonban Hamud bin Muhammedet szerette volna trónra juttatni, mivel úgy vélték, vele könnyebben tudnának együttműködni, ezért Bargash lemondását követelték. Válaszképp Bargash felállított egy 2800 főből álló hadsereget, valamint harcrendbe állíttatta a szultán felfegyverzett jachtját, a H.H.S. Glasgow-t. Míg Bargash katonái a vár megerősítésén dolgoztak, a Királyi Flotta öt hadihajót vezényelt a kikötőbe a palota elé, csapatai pedig partra szálltak.
A szultán az utolsó pillanatban mégis hajlandó lett volna a béketárgyalásra egy amerikai közvetítő segítségével, a Királyi Flotta hajói mégis tüzet nyitottak a palotára augusztus 27-én, miután az ultimátum határideje reggel 9 órakor lejárt. Miközben a palota rommá dőlt körülötte, és a veszteség egyre növekedett, Bargash sietősen a német konzulátusra vonult vissza, ahol menedékjogot kapott. 1916-ig Dar es-Salaamban élt, amikor is a britek elfogták és száműzték. Később megengedték, hogy Mombasában éljen, itt is halt meg 1925-ben. A palota és a kikötő bombázását a britek 45 perc után hagyták abba, a Glasgow elsüllyedt, a konfliktus pedig a világ legrövidebb háborújaként vonult be a történelembe.